# التا
شهر التا (به سوئدی: Älta) در ناحیه شهری نکه در کشور سوئد واقع شده‌است. جمعیت این شهر ۲۸۳۶٫۳۵  نفر است.